# Peugeot 308
La Peugeot 308 è un'autovettura del segmento C prodotta in tre generazioni a partire dal 2007 dalla casa automobilistica francese Peugeot.

## Storia
Erede della 307, prodotta dal 2001 al 2009 (compresa la versione CC), la 308 è stata la prima vettura della Casa francese a mantenere inalterata la propria denominazione nel passaggio da una generazione all'altra. Quando la prima serie del modello era ancora nel pieno della propria carriera, la dirigenza del gruppo PSA si interrogò su quale denominazione avrebbe dovuto avere l'erede di tale modello. Per logica avrebbe dovuto adottare la sigla 309, tuttavia già appartenuta ad un precedente modello Peugeot. Si scelse quindi di mantenere la sigla 308, portando così Peugeot a cambiare i criteri di denominazione per i futuri modelli: quelli commercializzati nei mercati già affermati avrebbero mantenuto l'8 come cifra finale, mentre i modelli destinati ai mercati emergenti e in via di sviluppo avrebbero adottato l'1. In ogni caso, la 308 è una vettura da famiglia, anche se sono esistite versioni dotate di motori particolarmente performanti: la prima serie è stata più audace nel design, mentre la seconda è stata caratterizzata da uno stile più sobrio. Quest'ultima è stata insignita del titolo di Auto dell'anno per l'anno 2014. Con l'arrivo della terza generazione, avvenuto nel 2021, si è tornati ad uno stile più aggressivo, sottolineato dai vistosi gruppi ottici verticali a led montati nel frontale.
| Peugeot 308 (2007) | Peugeot 308 (2013) | Peugeot 308 (2021) |
| ------------------ | ------------------ | ------------------ |
|                    |                    |                    |
| 2007-14            | 2013-21            | dal 2021           |